# مثمتیکا
مثمتیکا (انگلیسی: Mathematica)، یک نرم‌افزار جبری بسیار رایج، پدید آورده شده توسط شرکت ولفرم ریسرچ است که اکثر توابع نرم‌افزاری موردنیاز در ریاضی و علوم طبیعی را در اختیار استفاده‌کنندگان آن قرار می‌دهد.
مهم‌ترین قابلیت‌های این نرم‌افزار عبارت‌اند از:
- یک سامانه رایانه‌ای جبری (Computer algebra system) برای بررسی نمادین (سمبُلیک) معادله‌ها
- یک نرم‌افزار عددی (Numerical software) برای حل عددی معادله‌ها
- یک نرم‌افزار آماری (Statistical software) برای حل مسائل آماری
- توابع ترسیمی و تجسمی (Visualization) برای رسم نمودارها توسط نرم‌افزار پابلیکون
- یک زبان برنامه‌نویسی

برنامه‌نویس و تأسیس‌کننده شرکت، «استیفن ولفرام» به همراه تیم‌اش کار خود را برای ایجاد مثمتیکا، سال ۱۹۸۶ آغاز کرد و اولین نسخه آن را سال ۱۹۸۸ بیرون داد.

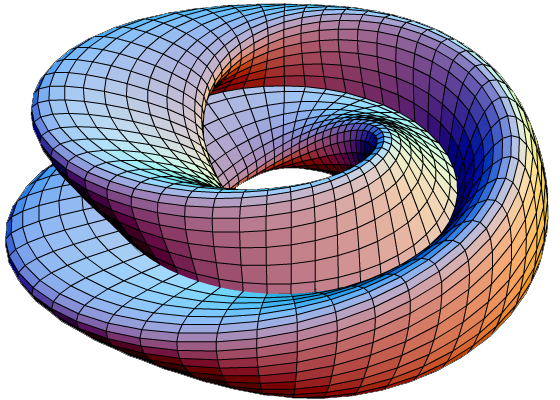
یک نمودار سه‌بعدی که در مثمتیکا کشیده شده است

رقیبان اصلی این برنامه عبارت هستند از:
- در جبر: مث‌کد، میپل، مکسیما، درایو
- در تحلیل عددی: متلب
- در استفاده‌های کاربردی: لب‌ویو، پابلیکون، گنوپلات